# Megachile xanthura
Megachile xanthura är en biart som beskrevs av Maximilian Spinola 1853. Megachile xanthura ingår i släktet tapetserarbin, och familjen buksamlarbin. Inga underarter finns listade i Catalogue of Life.